# Den Aalshorst

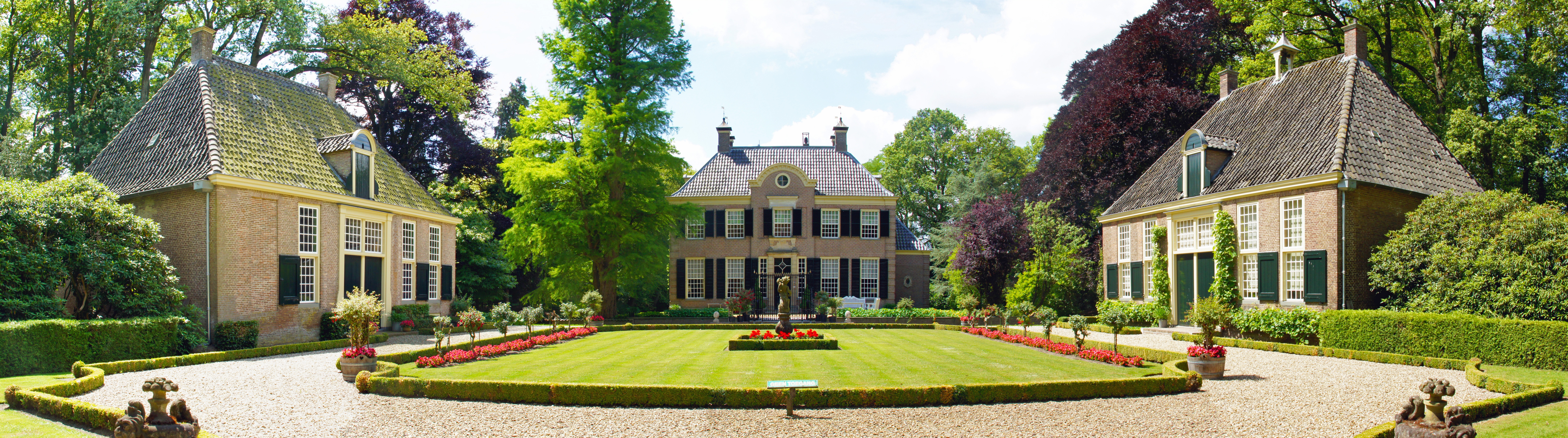
De Aalshorst en de beide bouwhuizen

Den Aalshorst, ook De Aalshorst, is een buitenplaats in de buurtschap Millingen in de Overijsselse gemeente Dalfsen.
Tot in de zeventiende eeuw was de Aalshorst een gewone boerderij. In de leenregisters van de bisschop van Utrecht komen zowel het erf zelf als de tiende erover vanaf het eind van de veertiende eeuw voor. In 1394 werd Hadewych, vrouw van Johan ven der Schulenborch, ermee beleend, waarna het in 1412 op haar zoon Symon vererfde.
In 1644 bouwde het Zwolse echtpaar mr. Jacobus Vriesen en Helena van der Beke hier een spijker dat later als Vriesenspijker bekendstond. Het telde in 1675 twee vuursteden en in 1682 drie vuursteden en een oven.
Jacobus en Helena waren in 1640 te Windesheim getrouwd. Jacobus was een zoon van de Zwolse stadssecretaris Timen Vriese en Helena een dochter van de Zwolse kameraar Robert van der Beke.
In 1720 liet Jacobus' kleinzoon, Jacob Vriesen, zoon van Diederik Vriesen, het spieker vervangen door het huidige huis en werden ook de beide bouwhuizen ter weerszijden van het voorplein gebouwd.
In 1752 huwde Jacobs dochter Machteld Johanna Geertruid met de uit Amsterdam afkomstige militair Jan Willem de Famars. Na zijn overlijden bewoonde zij de Aalshorst in 1795. In 1807 werd ze in Zwolle in de kerk begraven.
In 1807 werd de Aalshorst verkocht aan de Zwolse koopman Henricus Ignatius Christianus van Kempen die er in 1819 overleed. In 1832 was de Aalshorst eigendom van Louis Rhijnvis Feith (1783-1845), zoon van Rhijnvis Feith. Feith was getrouwd met Johanna Theodora baronesse van Dedem (1790-1878), afkomstig van de nabijgelegen havezate Den Berg. Na haar overlijden kwam het in bezit van baron Godert Willem van Dedem (1840-1911).
In 1908 werd het landgoed ondergebracht in een exploitatiemaatschappij.
Rond het huis zijn verscheidene elementen van de achttiende-eeuwse parkaanleg bewaard gebleven, zoals de grachten, en twee grand canals: beide liggen in de as van het huis, de een ervoor de ander erachter. De voornaamste tuinaanleg ligt echter naast het huis, aan de zuidkant.